# 肯德爾 (紐約州)
肯德爾（英語：Kendall）是一個位於美國紐約州奧爾良縣的鎮。

## 人口
根據2020年美國人口普查的數據，肯德爾的面積為85.26平方千米，當中陸地面積為85.11平方千米，而水域面積為0.15平方千米。當地共有人口2617人，而人口密度為每平方千米31人。